# Monster (album, Kiss)
Monster  je dvacáté a poslední studiové album skupiny Kiss. Album vyšlo v říjnu 2012 u vydavatelství Universal Music Group. Původně se album mělo jmenovat Revolution. Album produkovali stejní producenti jako předchozí album Sonic Boom, tedy Paul Stanley a Greg Collins.

## Seznam skladeb
| Základní verze | Základní verze                  | Základní verze                      | Základní verze    | Základní verze |
| Pořadí         | Název                           | Autor                               | Hlavní zpěvák     | Délka          |
| -------------- | ------------------------------- | ----------------------------------- | ----------------- | -------------- |
| 1.             | Hell or Hallelujah              | Stanley                             | Paul Stanley      | 4:07           |
| 2.             | Wall of Sound                   | Stanley / Simmons / Thayer          | Gene Simmons      | 2:55           |
| 3.             | Freak                           | Stanley / Thayer                    | Stanley           | 3:35           |
| 4.             | Back to the Stone Age           | Simmons / Stanley / Thayer / Singer | Simmons           | 3:01           |
| 5.             | Shout Mercy                     | Stanley / Thayer                    | Stanley           | 4:04           |
| 6.             | Long Way Down                   | Stanley / Thayer                    | Stanley           | 3:51           |
| 7.             | Eat Your Heart Out              | Simmons                             | Simmons           | 4:06           |
| 8.             | The Devil Is Me                 | Simmons / Stanley / Thayer          | Simmons           | 3:41           |
| 9.             | Outta This World                | Thayer                              | Tommy Thayer      | 4:29           |
| 10.            | All for the Love of Rock & Roll | Stanley                             | Eric Singer       | 3:21           |
| 11.            | Take Me Down Below              | Stanley / Simmons / Thayer          | Simmons / Stanley | 3:24           |
| 12.            | Last Chance                     | Stanley / Simmons / Thayer          | Stanley           | 3:05           |
| Celková délka: | Celková délka:                  | Celková délka:                      | Celková délka:    | 43:45          |

## Sestava
Kiss
- Paul Stanley – rytmická kytara, zpěv
- Gene Simmons – basová kytara, zpěv
- Tommy Thayer – sólová kytara, zpěv
- Eric Singer – bicí, zpěv

Ostatní
- Brian Whelan – klavír v „Freak“

## Umístění
Album
| Hitparáda(2012) | Umístění |
| --------------- | -------- |
| Austrálie       | 7        |
| Belgie          | 36       |
| Dánsko          | 10       |
| Finsko          | 8        |
| Francie         | 26       |
| Irsko           | 87       |
| Itálie          | 9        |
| Japonsko        | 9        |
| Kanada          | 3        |
| Maďarsko        | 12       |
| Mexiko          | 26       |
| Německo         | 6        |
| Nizozemsko      | 17       |
| Norsko          | 2        |
| Švédsko         | 4        |
| Švýcarsko       | 8        |
| Španělsko       | 11       |
| Rakousko        | 6        |
| USA             | 20       |
| UK              | 21       |